# Грёнер, Сверре
Сверре Грёнер (норв. Sverre Grøner; 17 сентября 1890, Йерпен — 3 февраля 1972, Осло) — норвежский гимнаст, серебряный призёр летних Олимпийских игр 1908.
На Играх 1908 в Лондоне Грёнер участвовал только в командном первенстве, в котором его сборная заняла второе место.